# Blake Shelton
Blake Tollison Shelton (n. 18 iunie 1976, Ada⁠(d), Oklahoma, SUA) este un cântăreț american de muzică country. În 2001 a debutat cu single-ul „Austin”, de pe primul său album, Blake Shelton. „Austin” a petrecut cinci săptămâni pe primul loc în topul Hot Country Songs. De-a lungul carierei a primit nouă nominalizări la Premiile Grammy, între care două la Cel mai bun album country. A fost unul dintre jurații ediției americane a emisiunii The Voice, între 2011 și 2023, iar în nouă dintre cele 23 de sezoane în care a participat a făcut parte din echipa câștigătoare. În 2017 a fost desemnat Cel mai sexy bărbat în viață de către revista People.

## Biografie
Blake Shelton s-a născut în Oklahoma la 18 iunie 1976. Tatăl său Richard este vânzător de mașini second hand, iar mama sa Dorothy, proprietara unui salon de înfrumusețare.
A început să cânte la vârsta de 12 ani și a învățat să cânte la chitară de la unchiul său. La 15 ani și-a scris prima melodie.
Pe 13 noiembrie 1990, fratele său mai mare Richie, care avea 24 de ani la acea vreme, a murit într-un accident de mașină.
La vârsta de 17 ani, la scurt timp după ce a terminat liceul, Blake Shelton s-a mutat la Nashville, Tennessee, pentru a începe o carieră de interpret. Acolo a obținut un contract de producție cu Sony Music.
În 1998, a semnat cu Giant Records, iar în 2001, a plănuit să lanseze primul său single intitulat „I Wanna Talk About Me”. Membrii echipei de producție au decis până la urmă să lanseze o altă piesă pentru a lansa acest album și așa a fost ales titlul „Austin”. La scurt timp după lansarea acestui titlu, casa de discuri a fost desființată și Shelton a fost transferat la Warner Bros. Records, compania-mamă. Această schimbare nu a perturbat succesul primului single, care s-a clasat timp de cinci săptămâni pe primul loc în topul Billboard Hot Country Singles & Tracks (acum Hot Country Songs). Primul său album a fost lansat pe 31 iulie a aceluiași an și i-a purtat numele. Va fi certificat aur de către RIAA. Al doilea album al său, The Dreamer, a fost lansat pe 4 februarie 2003 tot la Warner Bros Records. Primul single de pe acest album, „The Baby”, a ajuns și el pe primul loc în topurile country timp de trei săptămâni.
Shelton a lansat apoi albumul Shelton's Barn Blake & Grill în 2004, din care a fost extras single-ul „Some Beach”, care a ajuns pe primul loc și a rămas acolo timp de patru săptămâni. În 2007, a lansat al patrulea album Pure BS. Spre deosebire de primele trei albume ale sale, care au fost produse în întregime de Bobby Braddock, acesta a fost lucrat cu Braddock, Brent Rowan și Paul Worley.
Pure BS a fost relansat în 2008 cu trei piese bonus, inclusiv single-ul „Home”, un cover de la Michael Bublé. Acest titlu va deveni al patrulea hit al său în iulie a aceluiași an. A continuat cu single-ul „She Wouldn't Be Gone”, primul extras din noul său album Startin' Fires, devenit și numărul 1 în vânzări.
Shelton a fost premiat pentru interpretul anului la cea de-a 44-a ediție anuală a premiilor Academy of Country Music, care a avut loc pe 10 noiembrie 2010.
Blake Shelton s-a căsătorit cu cântăreața country Miranda Lambert pe 14 mai 2011 în Texas. La nuntă au participat 550 de persoane. Cei doi au divorțat în 2015. În același an, în noiembrie, Shelton a confirmat că este într-o relație cu Gwen Stefani. Pe 3 iulie 2021, cei doi s-au căsătorit.

## Discografie
- Blake Shelton (2001)
- The Dreamer (2003)
- Blake Shelton's Barn & Grill (2004)
- Pure BS (2007)
- Startin' Fires (2008)
- Red River Blue (2011)
- Cheers, It's Christmas (2012)
- Based on a True Story... (2013)
- Bringing Back the Sunshine (2014)
- If I'm Honest (2016)
- Texoma Shore (2017)
- Body Language (2021)